# Prairies inondables du val de Saône
Les  Prairies inondables du val de Saône constituent un site naturel protégé, classé ZNIEFF de type I et Natura 2000 sur les communes de Sermoyer, Arbigny, Asnières-sur-Saône, Boz, Cormoranche-sur-Saône, Crottet, Feillens, Pont-de-Vaux et Replonges dans le département de l'Ain.

## Statut
Les prairies humides du Val de Saône sont classées zones protégées depuis 1994. Cette zone est reprise dans le réseau Natura 2000 comme zone de protection spéciale et site d'intérêt communautaire.

## Description

Espaces protégés en vert.

Les prairies inondables exploitées en fauches tardives du fait de l'humidité et des risques de crues, puis en pâturage collectif d'été, sans application de fertilisants. La prairie étant naturellement fertilisée grâce aux apports réguliers des crues.

## Flore
L'absence de fertilisation et la pratique de la fauche tardive permet le maintien de populations d'espèces remarquables : gratiole officinale, fritillaire pintade.

## Faune
L'avifaune est constituée d’espèces inféodées au milieu alluvial : martin-pêcheur d'Europe, héron cendré, héron garde-bœufs, râle des genêts (une centaine de couples), aigrette garzette, barge à queue noire, chevalier guignette, courlis cendré, bihoreau gris, bruant des roseaux, bruant proyer, locustelle tachetée, bergeronnette printanière, moineau friquet, tarier des prés, caille des blés.
Le site est essentiel pour le courlis cendré, il est le lieu de nidification pour 20 % des effectifs de cette espèce en France.
Il faut ajouter la présence de nombreuses espèces d'odonates (libellules) dont le gomphe à pattes jaunes (Gomphus flavipes Charpentier 1825), espèce protégée au niveau national et observée sur la Saône de l'Ain depuis 2009,.